# Zgošća (rijeka)
Zgošća je rijeka u Bosni i Hercegovini.
Desna je pritoka rijeke Bosne u koju se ulijeva u Kaknju koji se razvio na obalama Zgošće i Bosne. Zbog blizine rudnika Kakanj rijeka je onečišćena. Izvire na Ponijerima na 1200 metara nadmorske visine. Nakon izvora pa do sela Tršće usjekla je dubok kanjon u masivu Vukanjskog brda koje je građeno od dolomita i vapnenaca. Mnogi manji potoci koji se u tom kanjonu ulijevaju u Zgošću izgradili su brojne sedrene barijere preko kojih se pružaju manji vodopadi i brzaci. Nakon kanjona rijeka se širi u tršćansko-ivničku kotlinu dugu 3 kilometra. U selu Ivnica poprima prvu veću pritoku Vukanjsku rijeku. Zgošća nakon prolaska kroz selo Ivnicu prolazi kroj zgošćansku klisuru, duboku preko 300 metara i široku oko 100 metara. Rijeka je kotlinu usjekla u masivima Crnačkog brda, Gradine i Krevnika.Zgošća u kotlini poprima Zagradski potok. U kotlini usjeca mnogobrojne vapnenačke stijene visoke do 50 metara od čega je najpoznatija Crvena stijena na Gradini. Stijene su pogodne za ekstremne sportove poput alpinizma i biciklizma. Nakon klisure rijeka se širi u Zgošćansko-kakanjsku kotlinu gdje poprima s desne strane Crnački potok, a s lijeve Bukovljanski potok. Potom prolazi uskim tjesnancem izgrađenim od laporaca te prolazi kroz Kakanj i ulijeva se u Bosnu.